# F-86 сејбр
F-86 Сејбр је амерички, крозвучни, млазни ловац прве генерације. Развила га је и производила фирма Норт Америкен. Најпознатији је по учешћу у Корејском рату, где му је био супротстављен совјетски авион МиГ-15. Развијен је у касним четрдесетим годинама двадесетог века, али је већ застарео до краја 1950. године. Сејбр се показао као добар ловац у првој линији ваздухопловних снага, са изузетним летним и борбеним карактеристикама, у времену своје оперативне употребе. Био је у оперативној употреби, у више од 30 земаља, последњи су се задржали у у Боливији, све до 1994. године. Води се, да је та породица авиона извојевала више од 900 победа у ваздушном простору. По томе показатељу, сигурно је на првом месту у светској ваздухопловној историји. У току свога постојања, коришћен је и као основа за више значајних истраживања и експериментисања у научним и истраживачким центрима Сједињених Америчких Држава.
Његов успех га је довео до масовне производње, у периоду између 1949. и 1956. године, у Сједињеним Америчким Државама, Јапану и у Италији. Варијанте су развијене и произвођене и у Канади и Аустралији. Сејбр је ловачки авион са турбомлазним мотором, који је произведен у највећем броју примерака, у западном делу света. Укупна производња је 9.860 примерака, у свима варијантама.
Оперативна историја му је веома богата, од учешћа у Корејском рату до многобројних локалних сукоба.

## Развој
Америчко ратно ваздухопловство, поставило је почетне захтеве, средином 1944. године, за развој ловца бомбардера, једноседа, са средњим долетом. Фирма Норт Америкен, почела је 1945. године, да ради на четири концепције пројекта. Ваздухопловство је уговорило развој експерименталне верзије XP-86, у три примерка. Уговорена је варијанта са крилом без стреле, под називом FJ-1 фури, који се сматра да је претходник авиона F-86 сејбр.
На основу FJ-1 фури тражен је развој авиона за Америчку морнарицу, са изменом захтева и са одговарајућим модификацијама. Морнаричка ознака је била FJ-1, чији је прототип полетео крајем 1946. године. Произведен је у ограниченом броју од 31 примерка, који су кратко време били у оперативној употреби у морнарици.
Перформансе овог авиона нису превазишле пројектоване за FJ-1 фури и то није охрабрило Америчко ратно ваздухопловство, да се ослоне на то решење. Ограничавајући фактор је било класично правоугаоно крило, које рано изазива велики таласни отпор, већ код првих локалних ударних таласа (код почетка стишљивог струјања). Било је јасно да би тај авион био са брзином и са другим перформансама инфериоран у односу на совјетски МиГ-15. Тражило се да фирма Норт Америкен брзо реагује и да радикално измени прилаз у концепцији и конструкцији новог ловца.
Конзервативно супростављање прилазу је превазиђено и прихваћена су решења која су била у повоју, са стреластим крилом за крозвучне брзине. Коришћена су искуства и резултати немачких аеродинамичара, из краја рата. Усвојено је крило са углом стреле од 35°, са аутоматским отлањањем преткрилаца на његовој нападној ивици. Коришћени су аеропрофили NACA 00011-0.825-35 у корену и NACA 00009-1.1-40 на крају крила, који су испитани на немачком авиону Me 262. Крило и репне површине су подешене према решењу на Me 262, хоризонтални стабилизатор је цеообртан, на савременијим варијантама. Производња Сејбра је тек отпочела по завршетку Другог светског рата. Прототип је завршен 8. августа 1947. године, а полетео је 1. октобра 1947. у садашњој бази Едвардс, у Калифорнији. Прототип је имао за погон мотор Шевролет J35-C-3, са потиском од 16,7 kN. Ово је било само привремено решење, а планирана је серијска производња авиона са моћнијим мотором GE TG-190 / J47 и побољшаном варијантом J35.
Са овим авионом прототипом, пилот Велч (енгл. Welch) је први летео, у понирању, брже од брзине звука, 19. октобра 1947. године, што је први такав лет на авиону који није експериментални.
Прва серијска партија је произведена од 33 примерка, обележена је F-86A-1 са уграђеним мотором GE J47-GE-1, потиска од 21,6 kN, а друга од 188 примерака је обележена F-86A-5.
Америчко ратно ваздухопловство је у подршци стратегијске бомбардерске авијације задржало авионе F-86 сејбр у периоду од 1949. до 1950. године. F-86 сејбр је био примарни борбени амерички авион у Корејском рату, у реализованим својим трима варијантама, ловац-бомбардер, ловац и ловац-пресретач.
Освојена је његова производња по лиценци од фирме Боинг, у провинцији Квебек, као канадски Сејбр, под ознаком Mark 6. Коначно, ова је варијанта оцењена као највише достигнуће у развоју, од свих верзија породице Сејбра. Боеинг је произвео 1.815 примерака, у овој верзији. У канадском музеју ваздухопловства, чувају се примерци ових авиона, а и код неких љубитеља приватних колекционара.

### Значајни рекордиСејбра
F-86A сејбр, поставите је први званични светски рекорд у постизању брзине од 1.080 km/h, 15. септембра 1948. године.
Неколико људи који су се бавили са развојем F-86, укључујући и главне аеродинамичаре пројекта и један од његових пробних пилота, тврде да је амерички пробни пилот Џорџ Велч (енгл. George Welch) постигао већу брзину од брзине зваука у понирању још са XP-86, за време његовог пробног лета, 1. октобра 1947. године. То је било пре Чака Јегера, који је летео брже од брзине звука у хоризонталном лету, 14. октобра 1947. године, на експерименталном авиону, са ракетним мотором, Бел X-1, што је први наменски надзвучни авион. Прва жена пилот која је летела брже од брзине звука, 18. маја 1953. године, јесте Жаклин Кокран (енгл. Jacqueline Cochran).
У Југославији, на авиону F-86E сејбр, први је летео брже од брзине звука, у понирању, 31. јула 1955. године, пуковник (касније генерал) пилот Никола Лекић, тадашњи Командант 44. дивизије Ратног ваздухопловства и противваздушне одбране, на Аеродрому Батајница. 

## Опис концепције и конструкције
Првенствене су намене авиона F-86 ловац-пресретач и ловац-бомбардер. Неколико варијанти су уведене у ходу, током производног циклуса овога авиона, са побољшањима и различитим наоружањем и са различитим потиском мотора. Почетни XP-86, опремљен је са мотором GE J35-C-3 који је са потиском од 18 kN. Серијски авион F-86A је опремљен мотором GE J47-GE-7, који има потисак од 23 kN, док је за верзију авиона F-86H, мотор GE J73-GE-3 са потиском од 41 kN.
Сејбр је авион нискокрилац, са углом стреле крила од 35°, са стреластим површинама хоризонталног и вертикалног стабилизатора. Уводник ваздуха је типа „пито“, са фиксним пресеком и са директним правцем струјањем ваздуха, при напајању мотора. Стајни трап су типа трицикл, са по једним точком на свакој нози. Кочење точкова главних ногу је помоћу диск кочница. При таксирању, по стази аеродрома, диференцијално се кочи. Главне ноге су ослоњене на структуру крила и увлаче се у његов корени део.
Поклопац кабине је капљастог облика изван контуре трупа, са одличном прегледношћу. У кабини је смештено избациво седиште T-4E-1, са ручно навлачећом надстрешницом, као и средство за самоубиство пилота у случају његовог пада у руке непријатеља. Испред пилота је инструментална табла, са класичним инструментима и командним прекидачима и полугама.
Структура је потпуно метална, заснована на склапању профилисаних елемената у подсклопове и склопове са закивцима упуштених глава. Међусобно спајање, већих склопова је помоћу завртњева, скривеним главама испод оплате структуре.
Команде лета су класичне механичке, изузев квази комбинације са хидрауликом, за промену отклона хоризонталног репа у области крозвучног лета, на савременијим варијантама.
Преткрилца су са слободним вођицама, на мањим нападним угловима крила су увучена, а на већим их извуче локални узгон, а отвори се канал, између њих и осталог дела крила, кроз који протиче ваздушна струја усмерено повијена по горњаци. На овај начин се одлаже отцепљење струјања ваздуха око крила. Повећава се критични нападни угао авиона, када почиње одцепљење ваздушних струјница.
Аеродинамичку кочницу сачињавају две плоче, које су бочно смештене на задњем делу трупа. Исте се отклањају помоћу хидрауличких актуатора.
F-86 сејбр је авион ловац-бомбардер, у верзији F-86-H може да носи до 907 kg бомби, укључујући и спољни резервоар горива „тип-тенк“ са по 1.650 литара, а уместо њега може и напалм бомбу. Невођене, школске ракете, калибра од 70 mm, користе неке варијанте авиона за обуку, а од 127 mm за борбено дејство, са четири крилна носача нулте дужине.
Сејбр може бити опремљен спољним резервоарима горива, а пресретач и ловац-бомбардер са шест стабилно уграђених митраљеза Браунинг M3, са електричним погоном храњења са муницијом, калибра 12,5 mm. Касније су уведени топови од по 20 mm. Каденца митраљеза је од 1.200 метака у минуту.
Најзначајнији је био напредак од жироскопског на радарски AN/APG-5 нишан, без обзира што није био у то време савршен и већом поузданошћу на већим растојањима. Визуелно се морало гађати на малим висинама, пошто у то време, одраз земље на радар се није могао неутралисати.
Силуета у три пројекције, варијанте пресретача F-86D сејбр.

## Историјат оперативне употребе

### Корејски рат
F-86 сејбр је уведен у оперативну употребу у Америчко ратно ваздухопловство 1949. године. Одмах је добио значај примарног ловца, за борбу у ваздушном простору у Корејском рату. Са увођењем у борбу совјетских МиГ-15, у новембру 1950. године, нарушен је однос снага, на штету западне коалиције, у томе рату. У децембру исте године, под хитно су оформљене и уведене у борбу три ескадриле Сејброва, на Далеком истоку. Прве варијанте авиона типа Сејбр, биле су инфериорне у односу на авионе МиГ-15, у ваздушном простору. Мигови су имали већи плафон лета, веће убрзање, брзину пењања и бржи нишански захват. Са увођењем F-86F 1953. године, ова два супротстављена авиона, тек су се тада условно изједначили. Према неким искуствима и мишљењима пилота, са малом предношћу Сејбра.
Предност је била у већем искуству америчких пилота, ветерана Другог светског рата, над пилотима Северне Кореје и Кине, којима је недостајало такво борбено искуство, што је доприносило успеху Сејброва. У почетку су на авионима МиГ-15 летели совјетски искусни пилоти, тада та предност Американаца није постојала. Када су пилоти Северне Кореје и Кине обучени, престали су совјетски пилоти да учествују у борбама, а и ознаке авиона су промењене. Ови пилоти су првенствено обучени за пресретање америчких бомбардера, а не за ваздушне борбе. Друга велика разлика је у томе што су пилоти, у авионима МиГ-15, летели у обичним, а у Сејбровима у анти-g оделима, због чега су пилоти на миговима губили свест, при великим нормалним убрзањима у маневру и тако су гинули. Историчари и аналитичари су још увек различитог мишљења и тврдњи о статистичким подацима, што је предмет даљих истраживања.
Све у свему, Сејбр је био једини озбиљан противник авиону МиГ-15, током Корејског рата. Већина аналитичара сматра да је МиГ-15 имао боље летне и борбене карактеристике, а да је Сејбр био безбеднији, опремљенији и удобнији за пилота.
Сматра се да су до краја рата пилоти Сејброва имали 792 победе над миговима, а да су авиони МиГ-15 оборили само 78 авиона F-86. Значи, међусобни однос победа је 10:1, у корист Сејброва? Ови подаци нису обострано потврђени и признати, а свакако и да су и тачни не би били искључиви резултат разлике летних и борбених карактеристика ова два супротстављена авиона, већ већег броја и других фактора и услова, у овоме вишегодишњем рату. Каснија истраживања су потврдила да нису оборена 792, већ 379 авиона МиГ-15.

### Хладни рат
Поред улоге у Кореји, Америчко ратно ваздухопловство је користило авионе F-86 и у другим разним кризама у континенталном делу Америке и у иностранству, током прве половине Хладног рата. У Америчком ратном ваздухопловству наставио је оперативну службу све до 1970. године.
У периоду кризе односа Југославије са источним блоком (Резолуције инфобироа), мађарски МиГ-15 је повредио ваздушни простор. Реакција је била, да је југословенски Сејбр полетео и оборио „уљеза“, 1950. године.

### Тајванска криза 1958. године, у мореузу
Тајван је рано увео у оперативну употребу Сејброве, добијене од Америчког ратног ваздухопловства. Од децембра 1954. до јуна 1956. године, уведено је 160 бивших америчких F-86F-1-NA. Током августа 1958. године, тајвански Сејброви и кинески авиони МиГ-17 су ступили у међусобну прву битку. При томе су први пут коришћене ракете кратког домета ваздух-ваздух, AIM-9 сајдвиндер, на авионима Сејбр.
О губицима су кинески и тајвански извори потпуно контрадикторни. Кинези су тврдили да су оборили шест тајванских F-86F-1-NA. док је Тајван тврдио да су оборили око 30 кинеских МиГ-17, без својих губитака.

### Индијско-пакистански рат 1965.
Пакистан је почео да добија авионе F-86F сејбр, 1954. године, укупно 120 примерака. Међу њима је било F-86F-35, из америчких залиха, а било је и савременијих F-86F-40-NA, производених специјално за извоз.
Током Индијско-пакистанског рата, 1965. године, у трајању од 22 дана, авиони F-86F су постали окосница пакистанског ваздухопловства, иако Сејбр више није био врхунски светски ловац. У свету су већ били уведени борбени авиони изнад двоструко већих брзина лета од брзине звука. То су били ловачки авиони друге генерације. После избијања овога рата, Америка је престала извозити војну опрему у Пакистан, тако да су њихови Сејброви остали без подршке резервних делова.
Индијски Гнатови су били супериорнији у односу на пакистанске Сејброве, са далеко убедљивијим перформансама лета и са већом агилношћу. Индијски извори тврде да су са њима оборили седам Сејброва.
Подаци су опречни, Пакистанци тврде да су оборили са својим Сејбровима 15 индијских авиона, од којих су два Гната. Са друге стране индијци тврде да су укупно оборили 14 пакистанских Сејброва.

## Корисници
| Корисници авиона F-86 сејбр       | Корисници авиона F-86 сејбр       | Корисници авиона F-86 сејбр       | Корисници авиона F-86 сејбр       | Корисници авиона F-86 сејбр       | Корисници авиона F-86 сејбр       | Корисници авиона F-86 сејбр        |
| Корисници                         | Корисници                         | Корисници                         | Корисници                         | Корисници                         | Корисници                         | Карта корисника авиона F-86 сејбр. |
| Држава, број и тип авиона, период | Држава, број и тип авиона, период | Држава, број и тип авиона, период | Држава, број и тип авиона, период | Држава, број и тип авиона, период | Држава, број и тип авиона, период | Карта корисника авиона F-86 сејбр. |
| --------------------------------- | --------------------------------- | --------------------------------- | --------------------------------- | --------------------------------- | --------------------------------- | ---------------------------------- |
| Аргентина                         | 28, F-86F                         | 1960.                             | Белгија                           | 5, F-86F                          | ?                                 | Карта корисника авиона F-86 сејбр. |
| Боливија                          | 10, F-86F                         | 1973—1994.                        | Канада                            | ?                                 | ?                                 | Карта корисника авиона F-86 сејбр. |
| Колумбија                         | 3, F-86F +6 Мк.6                  | ?                                 | Италија                           | 179, F-86E +121, F-86K            | 1955—1958                         | Карта корисника авиона F-86 сејбр. |
| Иран                              | ?, F-86F                          | ?                                 | Етиопија                          | 14, F-86F                         | 1960.                             | Карта корисника авиона F-86 сејбр. |
| Ирак                              | 5, F-86F                          | ?                                 | Јапан                             | 480, F-86F                        | 1955—1961.                        | Карта корисника авиона F-86 сејбр. |
| Немачка                           | F-86D и E                         | ?                                 | Норвешка                          | 115, F-86F                        | 1957—1958.                        | Карта корисника авиона F-86 сејбр. |
| Пакистан                          | 102, F-86F                        | 1954—1960.                        | Перу                              | 26, F-86F                         | 1955.                             | Карта корисника авиона F-86 сејбр. |
| Филипини                          | 50, F-86F                         | 1957—1970.                        | Португалија                       | 50, F-86F                         | 1958.                             | Карта корисника авиона F-86 сејбр. |
| Кина (Тајван)                     | 160, F-86F                        | 1954.                             | Саудијска Арабија                 | 19, F-86F                         | 1958.                             | Карта корисника авиона F-86 сејбр. |
| Јужна Африка                      | 22, F-86F-30                      | ?                                 | Јужна Кореја                      | 122, F-86F и RF-86F               | 1955.                             | Карта корисника авиона F-86 сејбр. |
| Шпанија                           | 270, F-86F                        | 1955—1958.                        | Тунис                             | 15, F-86F                         | 1969.                             | Карта корисника авиона F-86 сејбр. |
| Турска                            | 12, F-86F                         |                                   | САД                               | ?                                 | ?                                 | Карта корисника авиона F-86 сејбр. |
| Венецуела                         | 30, F-86F                         | 1955.                             | Југославија                       | 121, F-86E, 100, F-86Д,           | 1956—1971. 1961-1974.             | Карта корисника авиона F-86 сејбр. |

## Карактеристике

### Упоредне карактеристике типичних варијанти
| Параметри     | F-86A                 | F-86D                     | F-86H                                          | Сејбр Mk.5                                                | Сејбр Mk.32                                             |
| ------------- | --------------------- | ------------------------- | ---------------------------------------------- | --------------------------------------------------------- | ------------------------------------------------------- |
| Дужина        | 11,43 m               | 12,27 m                   | 11,82 m                                        | 11,43 m                                                   | 11,43 m                                                 |
| Размах        | 11,31 m               | 11,31 m                   | 11,92 m                                        | 11,32 m                                                   | 11,30 m                                                 |
| Висина        | 4,5 m                 | 4,57 m                    | 4,57 m                                         | 4,49 m                                                    | 4,39 m                                                  |
| Маса          | 4.780 kg              | 6.125 kg                  | 6 276 kg                                       | 4.825 kg                                                  | 5.443 kg                                                |
| Маса полетања | 7.360 kg              | 8.240 kg                  | 9 890 kg                                       | 7.965 kg                                                  | 9.621 kg                                                |
| Макс. брзина  | 1.103 km/h            | 1.138 km/h                | 1.114 km/h                                     | 1.120 km/h                                                | 1.100 km/h                                              |
| Макс. долет   | 1.932 km              | 1.364 km                  | 1.690 km                                       | 2.390 km                                                  | 1.850 km                                                |
| Плафон        | 14.630 m              | 16.900 m                  | 15.120 m                                       | 15.450 m                                                  | 15.850 m                                                |
| Мотор         | GE J47-GE-13          | GE J47-GE-17              | GE J73-GE-3D                                   | Orenda 10                                                 | RR Avon 26                                              |
| Потисак       | 23,1 kN               | 25,8/33,9 kN              | 40,4 kN                                        | 33,0 kN                                                   | 33,4 kN                                                 |
| Посада        | 1                     | 1                         | 1                                              | 1                                                         | 1                                                       |
| Наоружање     | 6 × 12,7 mm Митраљези | 24 × невођене 7 cm Ракете | 4 × 20 mm Митраљези 1 234 kg Спољна оптерећења | 6 × 12,7 mm Митраљези 2 AIM-9B 2.400 kg Спољна оптерећења | 2 × 30 mm Митраљези 2 AIM-9B 2.400 kg Спољна оптерећења |

### Детаљне карактеристике варијанте F-86F-40-NA
- Посада: 1
- Дужина: 11,4
- Размах: 11,3
- Висина: 4,5
- Површина крила: 29,11
- Маса празног: 5.046
- Најчешћа маса: 6.894
- Максимална маса: 8.234
- Погон: 1 х GE J47-GE-27 турбомлазни мотор
- Потисак: 26,3
- Количина горива: унутрашње 1.650 литара + спољње 2 х 378 литара, JP-4
- Максимална брзина:
  - 1 106 , на нивоу мора, са масом од 6.447 kg
  - 1.091 , на 11.000 m, са масом од 6.960 
  - 1 105 , на 6.446 m, са масом од 6.960 
  - 964 , на 6.960 m, са масом од 6.960
- Минимална брзина: 200
- Долет: 2.454
- Плафон: 15.100
- Брзина пењања: 45,72
- Специфично оптерећење крила: 236,7
- Однос узгона/отпора: 15,1
- Потисак/тежина авиона: 0,38
- Стаза слетања: 710
- Време пењања: 5,2 минута на 9.100
- Ватрено оружје: 6 х митраљеза Бровинг M2, од 12,7
- Ракете: 2 × Матрине ракетне бакље у контејнерима. У сваком по 18× бакљи пречника од 68 mm (ИЦ мамци)
- Бомбе: 2.400 kg, у оквиру чега различите комбинације са резервоарима горива, напалм и тактичка нуклеарна бомба.[32][33][34]